# Geloërkapel
De Geloërkapel is een kapel in Geloo bij Belfeld in de Nederlandse gemeente Venlo. De kapel staat aan de Geloër Kapelweg ten noordoosten van Belfeld. 
De kapel is gewijd aan de heilige Maria, specifiek aan Onze-Lieve-Vrouw Hulp in alle Nood.

## Geschiedenis
In de 17e eeuw werd de kapel gebouwd. De kapel stond toen op een iets andere plek, namelijk waar zich nu de spoorwegovergang bevindt. Met de aanleg van de spoorlijn Maastricht - Venlo moest de oude kapel in 1863 wijken.
In 1868 werd er niet ver van de oude plek een nieuwe kapel gebouwd met afmetingen van 3,5 bij 3,5 meter. In de kapel was het 17e-eeuwse beeld geplaatst.
In maart 1938 werd de inmiddels te klein geworden en vervallen kapel afgebroken. Er werd een nieuwe kapel gebouwd naar het ontwerp van architect Stefan Dings waarin ook een mis opgedragen kon worden en op 15 mei 1938 werd de kapel ingezegend.
In 1943 werd de kapel tijdens een bombardement verwoest, maar het Mariabeeld had slechts lichte beschadigingen. Tot de herbouw gebruikte men houten noodkapellen.
In september 1946 kwam de nieuwe kapel gereed.
In de nacht van 5 op 6 juli 1977 werd het Mariabeeld uit de kapel gestolen. Reeds in maart van dat jaar had het kerkbestuur L. Cleophas gevraagd om een kopie van het beeld te maken. Dat beeld kwam pas klaar na de diefstal en kreeg een veiligere plek in de Sint-Urbanuskerk in plaats van in de kapel. In de kapel kwam toen een beeld uit Kevelaer. Op vrijdag 13 juni 1980 werd het gestolen beeld terug gevonden.

## Gebouw
De bakstenen kapel bestaat uit een schip van twee traveeën en een koor van een travee met een uitbouw met een rechte koorsluiting. Het schip wordt samen met het koor gedekt door een zadeldak met pannen, evenals de uitbouw van het koor dat een lagere noklijn heeft. De twee traveeën van het schip hebben dubbele segmentboogvensters, de koortravee en de uitbouw een enkel venster. Als aanzetstenen van de vensters van het schip en de travee van het koor zijn er gele stenen gebruikt. Op de scheiding van het schip met het koor en de twee traveeën van het schip zijn er schuin uitgemetselde steunberen geplaatst. Op de achtergevel van het koor is een eenvoudig klokkentorentje gebouwd. De frontgevel is een puntgevel met verbrede aanzet en schouderstukken die boven het dak uitsteekt, waarbij op de top een massief stenen kruis geplaatst is. In de frontgevel bevindt zich verder de segmentboogvormige toegang van de kapel. De aanzetstenen van de toegangsboog en de verbrede aanzet zijn ook uitgevoerd in gele steen.
Van binnen is de kapel uitgevoerd in baksteen. Het schip wordt van het koor gescheiden door een segmentboog. In de kapel staan kerkbanken en tegen de achterwand is het altaar geplaatst. Op het altaar staat op een sokkel het gepolychromeerde eikenhouten beeld van Onze-Lieve-Vrouw dat de gekroonde heilige toont met in haar rechterhand een goudkleurige scepter en op haar linkerarm draagt ze het gekroonde kindje Jezus dat een rijksappel vasthoudt en enkel een lendedoek draagt. Achter het beeld staat een houten mandorla met stralenkrans.